# Los Caballeros (grupo musical)
El Mariachi Los Caballeros es una banda croata dedicada a interpretar música tradicional mexicana.

## Historia de la banda
La agrupación Los Caballeros se fundó en 1997. Fue creada por Ivan Androić, que enriqueció su conocimiento sobre el género musical mariachi y su estilo en Kansas (Estados Unidos) y, de vuelta a Croacia, buscó integrantes para la creación de un grupo dedicado a la interpretación de música latinoamericana.
Hicieron su primera aparición ante el público en abril de 1998. 
Tras el lanzamiento de su primer disco, Fiesta Mexicana, realizaron una serie de actuaciones que culminaron con su participación en el «7º Encuentro Internacional del Mariachi y Charrería», en Guadalajara (México). 
«Mariachi Los Caballeros» actúa de forma habitual en Zagreb. También en toda Croacia y en el extranjero. En Europa han dado conciertos en Alemania, Eslovenia, Italia, España...
En 2002, grabaron su segundo disco titulado Colección bailable.
En septiembre de ese año, actuaron en el «9º Festival Internacional Anual del Mariachi» en Guadalajara. En ese festival se grabó su interpretación de La fiesta del Mariachi, que fue emitida en 2003 por el canal de televisión estadounidense PBS, en un programa especial sobre el festival, Mariachi: The Spirit of Mexico, producido y dirigido por Leo Eaton y contando como narrador a Plácido Domingo.
El 14 de febrero de 2005, dieron un concierto en la Sala de Conciertos Vatroslav Lisinski de Zagreb. Dicho concierto se grabó y se publicó en formato de disco CD con el nombre de En vivo.
En 2007, el Mariachi Los Caballeros finalizó su gira de verano en Viena, para viajar después a España donde dieron cuatro conciertos en el III Festival de Mariachi en Barcelona.
En 2018, tocaron en el anfiteatro de la localidad croata de Matulji, que se llenó de  público.
En Zagreb, el Mariachi Los Caballeros toca los lunes en la Mex Cantina.

### Colaboraciones
No es infrecuente que el Mariachi Los Caballeros se acompañe de solistas, como es el caso, en 2006, de la violonchelista croata Monika Leskovar. Otros ejemplos son: en 2009, en Zaprešić con el violinista Stefan Milenković, en 2014 en Zagreb con el arpista mexicano Baltazar Juárez y en 2010 y 2016, en Bratislava y en Budapest respectivamente, con el tenor Ramón Vargas.
En 2010, en Zagreb, tocaron conjuntamente con la banda estadounidense Los Lobos.

## Componentes
| - Ivan Androić "Deda" - vihuela - Milko Jovetić – guitarrón - Adrian Human - guitarra - Hrvoje Cicvarić "Micko" - guitarra - Leonel Salazar - vihuela, | - Krešimir Fabijanić - trompeta - Ivan Kušelj "Conejo" - trompeta - Franjo Vinković - trompeta - Zvonimir Lazar - trompeta - Petar Haluza – violín | - Damir Matić - violín - Tomislav Vitković - violín - Ivan Zovko - violín - Luka Magdalenić - violín. |

## Discografía
Tiene publicados tres álbumes:
- Fiesta mexicana (1999)
- Colección bailable (2002)
- En vivo (2006)

## Sincronización
- Rango (2011): sincronizaron la versión croata de la película de animación «Rango», ganadora de un Oscar, una producción de Hollywood.[4]